# Cabo Fear

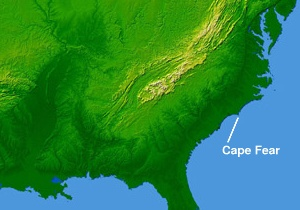

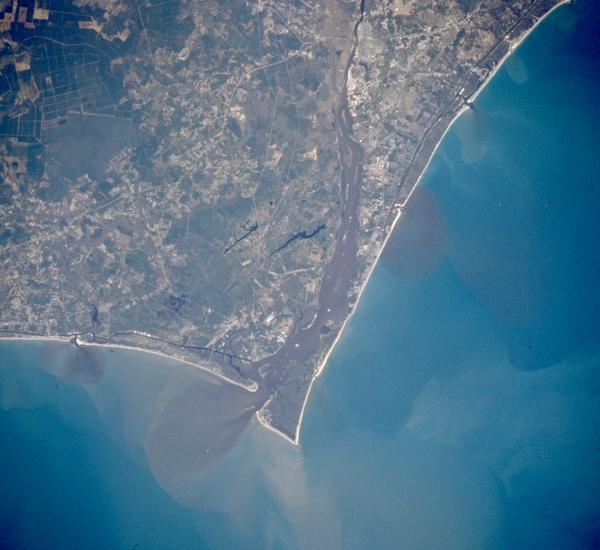
Vista de satélite

O Cabo Fear (em inglês Cape Fear, que significa «cabo do medo») é um promontório que penetra no Oceano Atlântico desde a Bald Head Island, perto da costa da Carolina do Norte, no sudeste dos Estados Unidos. 
Compõe-se principalmente de dunas num recife de coral e sedimentos do rio Cape Fear. É o extremo sul do estado da Carolina do Norte.
O estuário do Cape Fear tem um dos maiores vales da Carolina do Norte, contendo 27% da população do estado.

## História
Francisco Gordillo, a mando de Lucas Vásquez de Ayllón, que desembarcou no cabo Fear
O explorador italiano Giovanni da Verrazano tocou terra aqui em 1524. 
O nome actual procede da expedição inglesa de janeiro de 1585, comandada por Sir Richard Grenville. Ao procurar uma rota para a Ilha de Roanoke, um navio da expedição encalhou e os tripulantes chamaram-lhe Cape Fear.
Foi também o lugar de desembarque do general Henry Clinton durante a Guerra da Independência dos Estados Unidos, a 3 de maio de 1775.
O filme de 1962 Cape Fear, assim como o remake de 1991 foram rodados no Cabo Fear.